# Puerto de Ferrol
El Puerto de Ferrol es un complejo portuario militar, pesquero, comercial, de pasajeros y deportivo en torno la ciudad de Ferrol (La Coruña), España. Es responsabilidad de la Autoridad Portuaria de Ferrol-San Ciprián.
El Puerto de Ferrol consta de un puerto en el interior de la ría de Ferrol y otro de reciente construcción en la boca de la misma ría, entre los cabos Prioriño y Segaño. En 2019 el puerto movió una cantidad de mercancías de 11,1 MTn.
La gestión de la terminal de contenedores del Puerto Exterior está concedida a Yilport, una filial del conglomerado turco Yildirim, que movió 8275,5 TEU en 2019.

## Puntos de interés
- Edificio de Control CCS del Puerto Exterior de Ferrol